# Grande Italia
Grande Italia è un album di artisti vari, pubblicato nel 1975.

## Descrizione
L'album collettivo include brani, fra gli altri, di Francesco Guccini e dei Nomadi.

## Tracce
- La Vita - Luciano Sirotti & Pavullo Band (Romano Rossi, Germano Tagliazucchi) - 4:46
- Mosaico Femminile - Rosanna Barbieri (Romano Rossi, Germano Tagliazucchi) - 4:42
- Le Belle Domeniche - Francesco Guccini (Francesco Guccini) - 3:07
- G. I. Blues - G. I. Band (MarcoTosatti) - 1:57
- L'inquietitudine - Victor Sogliani (M.Merchiori) - 4:14
- Antidoto - Piero Guccini (Piero Guccini) - 11:04
- Pensieri di un Amico (Eroina) - Panzer & G. I. Band (Romano Rossi, MarcoTosatti) - 3:48
- Mnephoto - Pavullo Band (Germano Tagliazucchi) - 3:47
- Sorprese - I Nomadi (Romano Rossi, Giuseppe Carletti) - 3:29
- Dolce Tropico - Ghirlandina Libera (Marco Tosatti) - 3:29
- Muccona Mia - Piero Guccini (Piero Guccini) -2:13
- Perché No - Franco Ceccarelli (Franco Ceccarelli) - 2:47
- Linea E. O. - Ghirlandina Libera (Marco Tosatti, Luciano Stella) - 6:20
- Glassberg (Urzinato) - Amos & Amici (Amos Amaranti) - 5:39
- Escalation - Ghirlandina Libera (Marco Tosatti) - 5:34
- L'amore su di Voi - Amos & G.I.Band (Amos Amaranti) - 4:35
- Hacienda - Germano & G.I.Band (Germano Tagliazucchi) - 3:16